# Hans Baumgartner (Leichtathlet)
Hans Baumgartner (* 30. Mai 1949 in Stühlingen) ist ein ehemaliger deutscher Leichtathlet, der bei den Olympischen Spielen 1972 in München die Silbermedaille im Weitsprung gewann.

## Persönliches
Hans Baumgartner wurde am 30. Mai 1949 im südbadischen Stühlingen geboren. Mit 14 Jahren kam er zuerst zum Turnen und wechselte danach zur Leichtathletik. Er wohnte in Waldshut und zog 1967 nach Heppenheim. Nach dem Abschluss einer Lehre als Technischer Zeichner für Heizungs- und Lüftungsbau trat er dort seine erste Stelle an. Später studierte er in Darmstadt und wurde Diplom-Ingenieur mit eigenem Büro. Baumgartner betreibt in Mörlenbach ein Ingenieurbüro für Technische Gebäudeausrüstung mit sechs Mitarbeitern. Er ist Vater von zwei Söhnen und einer Tochter und wohnt in Alsbach.

## Sportliche Karriere
1967 erzielte Baumgartner im Weitsprung 7,54 Meter und damit einen deutschen Jugendrekord. In den beiden Jahren danach konnte er sich kaum verbessern, zumal er noch zwischen Hoch- und Weitsprung schwankte. Unter seinem Trainer Hansjörg Holzamer entwickelte er sich stetig weiter. Im Jahr 1970 erreichte er bei den Deutschen Juniorenmeisterschaften mit 7,97 Meter den Titelgewinn und den endgültigen Durchbruch. Seinen ersten Sprung über acht Meter machte bei den Halleneuropameisterschaften in Sofia mit 8,12 Meter, was gleichzeitig den Titelgewinn bedeutete.
Bei den Olympischen Spielen 1972 in München gewann er die Silbermedaille. Seine 8,18 Meter wurden nur von Randy Williams mit 8,24 Meter übertroffen. Diese Weite blieb auch seine persönliche Bestleistung und sein größter Erfolg.
Baumgartner nahm auch an den Olympischen Spielen 1976 im Weitsprung teil und belegte dort Platz 8. Außerdem startete er bei den Europameisterschaften 1971 und 1974.
In den Jahren von 1971 bis 1974 gewann Baumgartner viermal die Deutsche Meisterschaft im Weitsprung. In den Jahren 1970, 1976 und 1977 wurde er jeweils Dritter. Den DLV-Rekord hingegen musste er seinem stärksten nationalen Konkurrenten, Josef Schwarz, überlassen. In der Halle holte Baumgartner 1969, 1971, 1972, 1973 und 1977 den nationalen Titel. Halleneuropameister wurde er 1971, 1973 und 1977.
Hans Baumgartner gehörte dem TV Waldshut (1960–66), dem TV Heppenheim (1967–76) und dem ASC Darmstadt (ab 1977) an. In seiner Wettkampfzeit war er 1,87 m groß und wog 75 kg. Für seine sportlichen Erfolge wurde er am 11. September 1972 mit dem Silbernen Lorbeerblatt ausgezeichnet.